# Oláh Orsolya
Oláh Orsolya magyar szinkronszínész.

## Szinkronszerepei

### Filmek
| Cím                                        | Szereplő                      | Színész         |
| ------------------------------------------ | ----------------------------- | --------------- |
| Danielle Steel: Áldott teher               | nőgyógyász, akinél Jane szült | Brenda Crichlow |
| Lilian hercegkisasszony és a kis egyszarvú |                               |                 |
| Macskák királysága                         | Natoru                        |                 |
| Rudolf, a rénszarvas                       | peckes asszony                |                 |

### Sorozatok
| Cím                              | Szereplő                      | Színész             |
| -------------------------------- | ----------------------------- | ------------------- |
| 3 jóbarát és Jerry               | Monica                        |                     |
| Bleach                           | Ise Nanao                     |                     |
| A csábítás földjén               | Iluminada Camargo             | Fátima Torre        |
| Dragon Ball Z                    | Bra                           |                     |
| Egyszer volt... Amerika          | Janina (1. szereposztás)      |                     |
| Egyszer volt... az élet          | Janina (2. szereposztás)      |                     |
| Egyszer volt... a felfedezők     | Janina (1. szereposztás)      |                     |
| Egyszer volt... a Föld           | Janina (1. szereposztás)      |                     |
| Fifi virágoskertje               | Poppy                         |                     |
| Két pasi – meg egy kicsi         | Pamela                        | Lucy Lawless        |
| Lego Nexo Knights                | Whiparella (2. hang)          | Kathleen Barr       |
| Love*Com                         | Isihara Nobuko                |                     |
| Maja, a méhecske                 | Kasszandra                    |                     |
| María Mercedes                   | Mística Casagrande de Ordóñez | Nicky Mondellini    |
| Marsupilami                      |                               |                     |
| Második élet                     | Cantalicia Muñeton            | Rosalinda Rodríguez |
| Horseland – A lovasklub          | Calypso                       |                     |
| Miss BG                          | Kayla                         |                     |
| Az ősforrás                      | Alfonsina Valdez Rivero       | Adela Noriega       |
| Pokémon                          | Joy nővér                     |                     |
| Providence, a rejtélyes kisváros |                               |                     |
| Sabrina, a tiniboszorkány        | Morgan Cavanaugh              | Elisa Donovan       |
| Totál Dráma Sziget               | Éva (1. hangja)               |                     |
| Totál Dráma: A sziget fellázad   | Jo                            |                     |
| A varázslatos iskolabusz         |                               |                     |
| Yu-Gi-Oh! Duel Monsters          | Kaiba Mokuba                  |                     |
| Yu Yu Hakusho                    | Shizuru "Seiryu" Kuwabara     |                     |
| Zorró legújabb kalandjai         | Maria                         |                     |